# Eublemma pseudoviridis
Eublemma pseudoviridis is een vlinder van de familie van de spinneruilen (Erebidae). De wetenschappelijke naam van deze soort is voor het eerst voorgesteld als Porphyrinia pseudoviridis door Wilhelm Brandt in een publicatie uit 1939.
De soort komt voor in Iran.